# Oxygonum
Oxygonum es un género de plantas de la familia Polygonaceae.  Comprende 55 especies descritas y de estas, solo 16 aceptadas.

## Taxonomía
El género fue descrito por  Burch. ex Campd.  y publicado en Monographie des Rumex 18. 1819.  La especie tipo es: Oxygonum alatum Burch.		

## Especies aceptadas
A continuación se brinda un listado de las especies del género Oxygonum aceptadas hasta mayo de 2014, ordenadas alfabéticamente. Para cada una se indica el nombre binomial seguido del autor, abreviado según las convenciones y usos. 
- Oxygonum acetosella Welw.
- Oxygonum alatum Burch.
- Oxygonum annuum S.Ortiz & Paiva
- Oxygonum atriplicifolium (Meisn.) Martelli
- Oxygonum auriculatum R.A.Graham
- Oxygonum buchananii (Dammer) J.B.Gillett
- Oxygonum delagoense Kuntze
- Oxygonum fruticosum Dammer ex Milne-Redh.
- Oxygonum gramineum R.A.Graham
- Oxygonum limbatum R.A.Graham
- Oxygonum lineare De Wild.
- Oxygonum pachybasis Milne-Redh.
- Oxygonum salicifolium Dammer
- Oxygonum sinuatum (Hochst. & Steud ex Meisn.) Dammer
- Oxygonum stuhlmannii Dammer
- Oxygonum tristachyum (Baker) H. Perrier